# Цикл Аткінсона

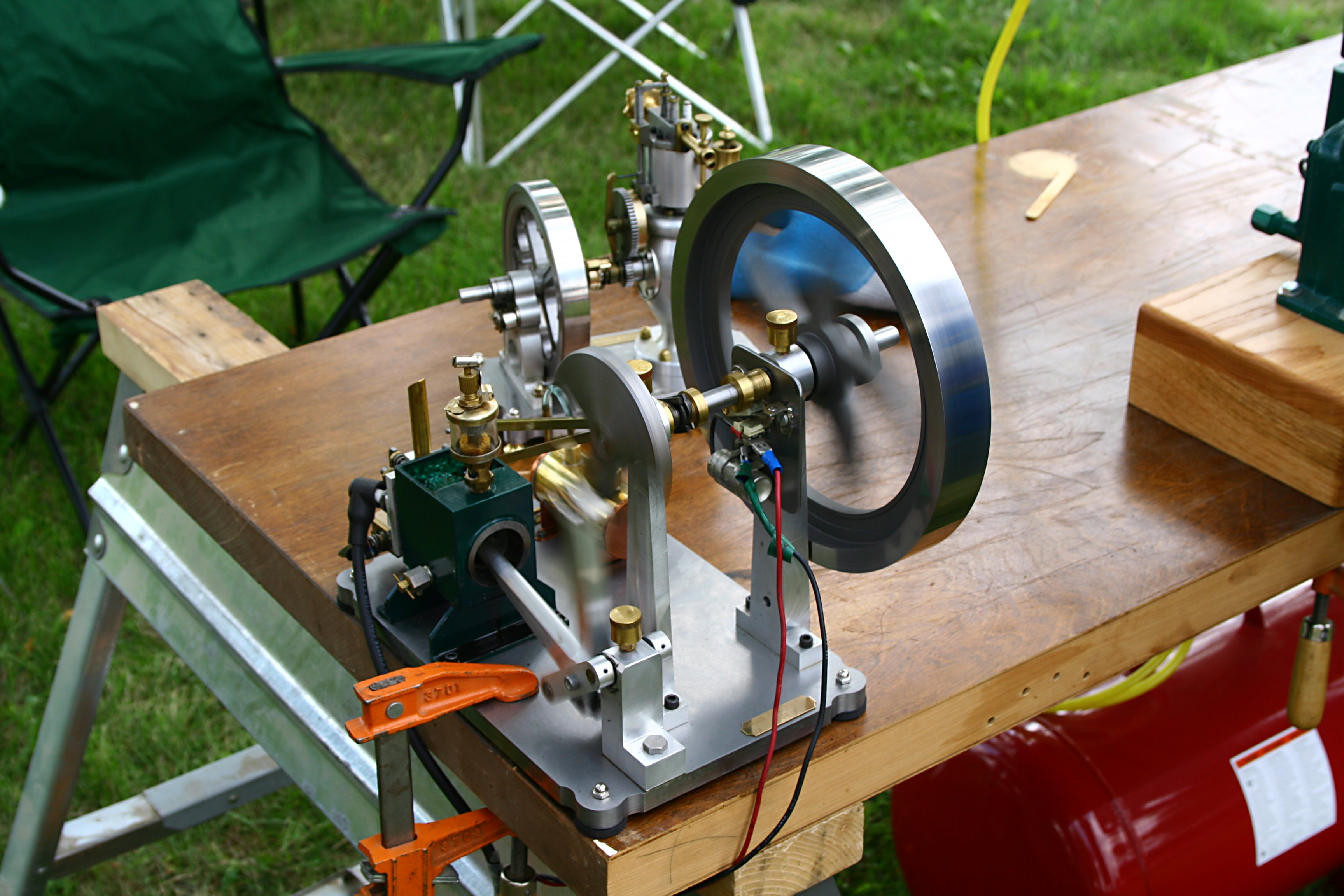
Діюча модель двигуна, що працює за циклом Аткінсона у реалізації кривошипно-шатунного механізму за варіантом Аткінсона

Цикл А́ткінсона — термодинамічний цикл роботи двигуна внутрішнього згоряння, винайдений британським інженером-моторобудівником Джеймсом Аткінсоном (англ. James Atkinson; 1846–1914) у 1882 році. Цикл Аткінсона забезпечує кращу ефективність роботи двигуна внутрішнього згоряння і знайшов застосування у низці автомобілів з гібридним приводом (наприклад, Toyota Prius).

## Історія винаходу

Анімація роботи двигуна за циклом Аткінсона (US Patent US367496A)

Джеймс Аткінсон критично переглянувши класичну концепцію двигуна, що працює за циклом Отто, зрозумів, що її можна серйозно поліпшити. Так, наприклад, у двигуна Отто на малих і середніх обертах при частково відкритій дросельній заслінці через розрідження у впускному колекторі поршні працюють в режимі насоса, на що витрачається потужність двигуна. При цьому ускладнюється наповнення камери згоряння свіжим зарядом паливо-повітряної суміші. Крім цього, частина енергії втрачається у випускній системі, оскільки відпрацьовані гази, що покидають циліндри двигуна все ще перебувають під високим тиском.
За концепцією Аткінсона впускний клапан закривається не тоді, коли поршень перебуває біля нижньої мертвої точки, а значно пізніше. Цикл Аткінсона дає низку переваг.
По-перше, знижуються насосні втрати, так як частина суміші при русі поршня вгору виштовхується у впускний колектор, зменшуючи в ньому розрідження.
По-друге, змінюється ступінь стиску. Теоретично він залишається сталим, так як хід поршня і об'єм камери згоряння не змінюються, а ось фактично, за рахунок запізнілого закриття впускного клапана, зменшується. А це вже зниження ймовірності появи детонаційного згоряння палива, і отже — відсутність необхідності збільшувати оберти двигуна перемиканням на понижену передачу при збільшенні навантаження.
Двигун Аткінсона працює за так званим циклом із збільшеним ступенем розширення, при якому енергія відпрацьованих газів використовується протягом тривалішого періоду. Це створює умови для повнішого використання енергії відпрацьованих газів та забезпечує вищу економічність двигуна.
Основною відмінністю від циклу роботи звичайного 4-тактного двигуна (циклу Отто) — це зміна тривалості цих тактів. У традиційному двигуні всі 4 такти (впуск, стиск, робочий хід і випуск) однакові за тривалістю. Аткінсон же зробив два перших такти коротшими, а два наступних довшими і реалізував це за рахунок зміни довжини ходів поршнів. Вважається, що його модифікація двигуна була продуктивнішою за традиційну на 10%. У той час його винахід не знайшов широкого застосування, так як мав велику кількість недоліків, основним з яких стала складність реалізації цього винаходу, а саме: забезпечення руху поршнів з використанням оригінального кривошипно-шатунного механізму.
Пізніше, на початку 1950-х років американський інженер Ральф Міллер (англ. Ralph Miller) зміг вирішити цю ж задачу по-іншому. Такт стиску було скорочено шляхом внесення змін у роботу клапанів.
Зазвичай на такті впуску відкривається впускний клапан, і до настання такту стиснення він вже закритий. Але в циклі Міллера впускний клапан продовжує перебувати у відкритому стані деяку частину такту стиснення. Таким чином, частина суміші видаляється з камери згоряння, саме стиснення починається пізніше і відповідно його ступінь виявляється нижчим. Порівняно з тактом стиску, такти робочий хід і випуск виявляються тривалішими. Саме від них і залежить ККД двигуна. Робочий хід створює силу для руху, а тривалий випуск краще зберігає енергію вихлопних газів.
Другий такт умовно поділений на дві частини. Таку схему іноді називають п'ятитактним двигуном. В першій частині впускний клапан відкритий і відбувається витіснення суміші, далі він закривається і лише тоді відбувається стиснення.

## Ідеальний термодинамічний цикл

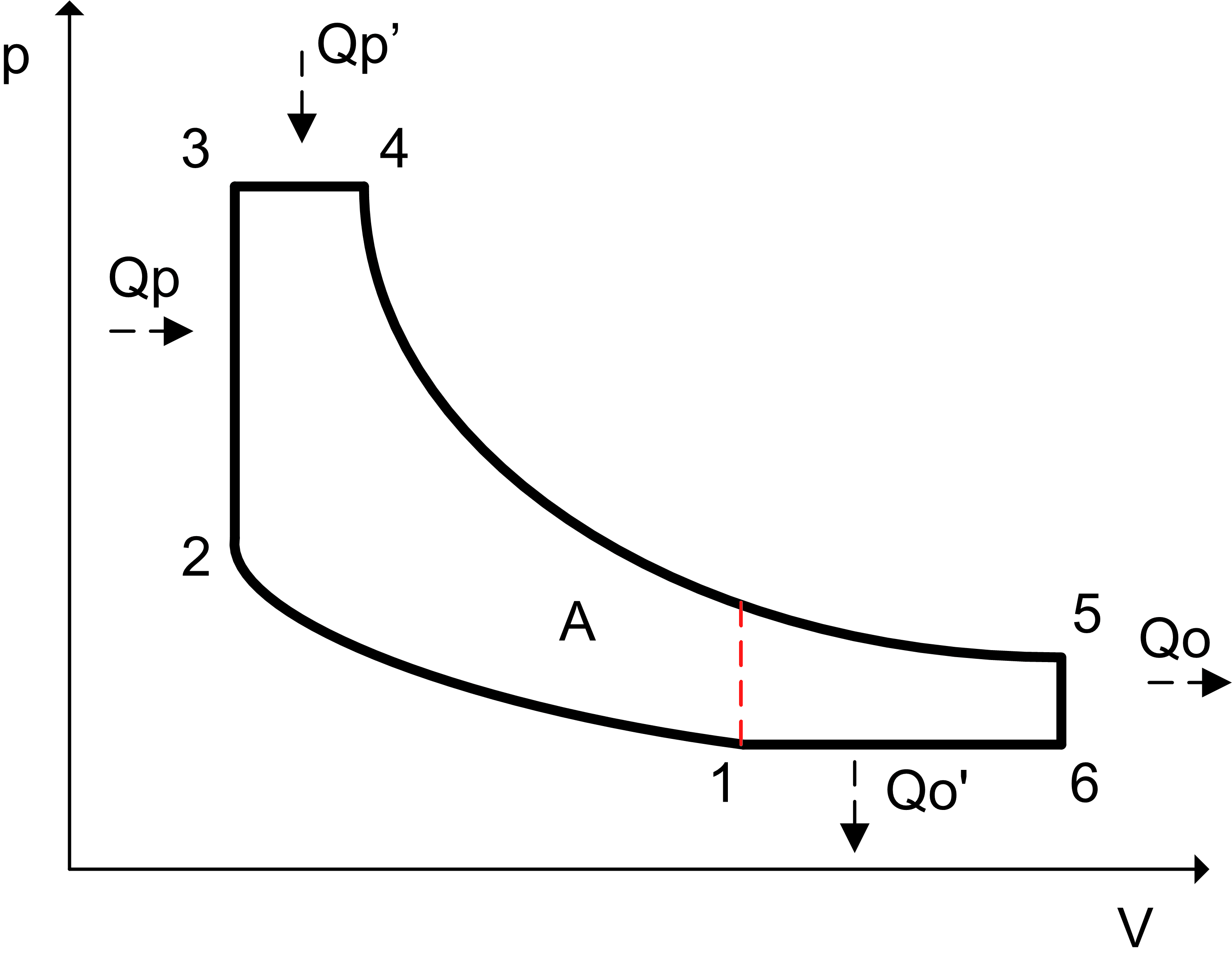
Діаграма термодинамічного циклу Аткінсона

Ідеальний цикл Аткінсона містить наступні стадії:
- 1-2 Ізоентропійне або оборотне адіабатичне стиснення
- 2-3 Ізохоричне нагрівання (Qp)
- 3-4 Ізобаричне нагрівання (Qp')
- 4-5 Ізоентропійне розширення
- 5-6 Ізохоричне охолодження (Qo)
- 6-1 Ізобаричне охолодження (Qo')

## Переваги та недоліки

### Переваги
До переваг циклу слід віднести:
- спалювання паливо-повітряної суміші з вищим ККД;
- двигун прогрівається швидше, оскільки вихлопні гази довше залишаються в циліндрі;
- вихлопні гази містять менше шкідливих викидів в атмосферу;
- менша витрата палива.

### Недоліки
Як недолік слід розглядати:
- зниження максимальної потужності стосовно традиційного ДВЗ;
- малий крутний момент на низьких обертах.

## Використання

### Гібридні автомобілі

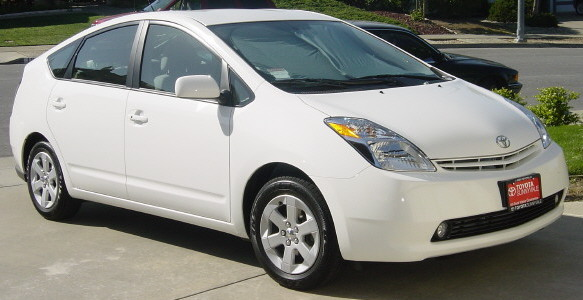
2004 Toyota Prius hybrid

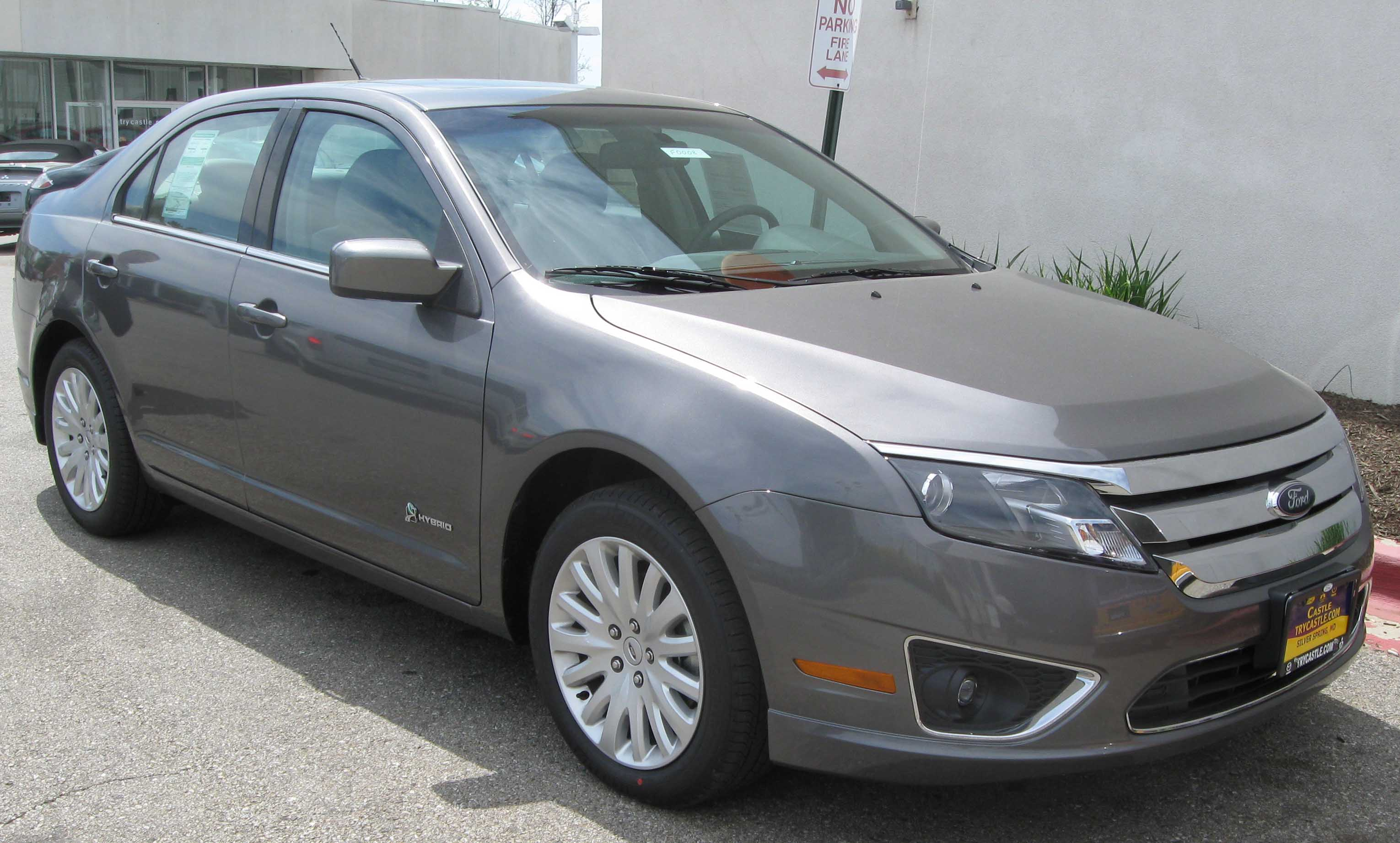
2010 Ford Fusion Hybrid (North America)

Зазначені вище недоліки певною мірою компенсуються електродвигуном, у парі з яким переважно використовується двигун, що працює за циклом Аткінсона. Більшість автомобілів з гібридним приводом агрегатуються саме такими ДВЗ. Не зважаючи на те, що у XXI столітті робота цього двигуна реалізована за принципом, запропонованим Міллером, назву він носить на честь свого винахідника з XIX століття — Джеймса Аткінсона.
Перший гібридний автомобіль з двигуном, який працював за циклом Аткінсона, що почав випускатись серійно в кінці 1997 року на японському ринку був автомобіль Toyota Prius.
Перелік моделей гібридних авто, двигуни яких працюють за циклом Аткінсона:
- Ford C-Max (передньоприводна модель для ринку США);
- Ford Escape Hybrid/Mercury Mariner/Mazda Tribute (передньо і повноприводні моделі з двигунами із ступенем стиску 12,4:1);
- Ford Fusion Hybrid/Mercury Milan Hybrid/Lincoln MKZ Hybrid (передньоприводна модель) із ступенем стиску 12,3:1;
- Honda Accord Plug-in Hybrid[4];
- Honda Accord Hybrid (передньоприводна модель);
- Hyundai Sonata Hybrid (передньоприводна модель);
- Infiniti M35h Hybrid (задньоприводна модель);
- Kia Niro Hybrid (передньопривідна модель);
- Kia Optima Hybrid (передньоприводна модель);
- Lexus CT 200h (передньоприводна модель);
- Lexus ES 300h (передньоприводна модель);
- Lexus IS 300h (задньоприводна модель);
- Lexus GS 450h (задньоприводна модель) із ступенем стиску 13:1;
- Lexus HS 250h (передньоприводна модель)
- Lexus RX 450h (повноприводна модель)
- Mazda 3 SkyActiv (передньоприводна модель) із ступенем стиску 13:1 (12:1 для Північної Америки)
- Mazda 6 SkyActiv-G 2.5L (передньоприводна модель) із ступенем стиску 14:1 (13:1 для Північної Америки);
- Mazda CX-5 (передньо- і повноприводна модель) із ступенем стиску 14:1 (13:1 для Північної Америки);
- Mercedes ML450 Hybrid (повноприводна модель);
- Mercedes S400 Blue Hybrid (задньоприводна модель);
- Toyota Camry Hybrid (передньоприводна модель) зі ступенем стиску 12,5:1
- Toyota Highlander Hybrid (з 2011 року)[5]
- Toyota Prius (передньоприводна модель) із ступенем стиску 13,0:1

### Двигун Аткінсона з обертовим поршнем

Двигун з обертовим поршнем (роторний двигун), що реалізує цикл Аткінсона

Цикл Аткінсона використовується у роторних (з обертовим поршнем) двигунах внутрішнього згоряння. Така конфігурація може забезпечити як потужність так і ефективність кращу в порівнянні з циклом Отто. Цей тип двигуна здійснює цикл роботи за один оберт, забезпечуючи при цьому 3 різні стиснення і розширення робочого об'єму відповідно до циклу Аткінсона. Вихлопні гази виводяться з двигуна стиснутим повітрям продувки. Ця модифікація циклу Аткінсона дозволяє використовувати альтернативні види палива, такі як дизельне пальне і водень. Недоліки цієї конструкції — це високі вимоги до герметизації ротора, які важко реалізувати та великі втрати на тертя між рухомими частинами двигуна.